# آبشار جوراندا
آبشار جوراندا (به انگلیسی: Joranda Falls) آبشاری است که در کشور هند واقع شده‌است و بلندترین ریزشگاه آن ۱۵۰ متر ارتفاع دارد. حوضهٔ آبریز این آبشار، رود بودا بالانگا است.